# Deutscher Astrologen-Verband
Der Deutsche Astrologen-Verband ist die größte Vereinigung von Astrologen im deutschsprachigen Raum. Er sieht sich in der Tradition der ersten astrologischen Vereinigungen, die am Anfang des 20. Jahrhunderts begründet wurde.

## Ziele
Ziele des Verbandes sind nach eigenen Angaben die Aufklärung der Öffentlichkeit über Möglichkeiten und Grenzen einer seriösen Astrologie, die Unterstützung vorurteilsloser Forschung sowie die Vertretung der berufspolitischen Interessen von Astrologen. Das reicht von der Unterstützung bei Datenschutzverordnung bis hin zur astrologischen Existenzgründung. Die Homepage bietet eine Plattform für Beratungsangebote. Darüber hinaus versteht sich der Verband als Sammelbecken für alle, die der Astrologie positiv gegenüberstehen. Niemand muss beim Eintritt eine Selbsteinschätzung der astrologischen Fähigkeiten abgeben.

## Geschichte
Am 16. Oktober 1947 gründeten Astrologen auf Initiative von Ludwig Stenger in Wiesbaden den Deutschen Astrologen-Verband e.V. Damit nahmen sie eine Tradition vom Anfang des 20. Jahrhunderts wieder auf: Die erste astrologische Vereinigung Deutschlands, die Deutsche Astrologische Gesellschaft (DAG), wurde am 7. August 1910 in Leipzig gegründet. Im Jahr 1912 führte die DAG als erste professionelle Organisation von Astrologen eine Prüfung zum Nachweis astrologischer Kenntnisse ein. Die Gründer des DAV knüpften daran an. In den 1980er-Jahren entstanden astrologischer Ausbildungs- und Forschungszentren; zudem wurden seit 1981 regelmäßige Tagungen initiiert, aus denen der jährliche DAV-Kongress hervorgegangen ist.

## Aktivitäten
16 bundesweite Ausbildungszentren bilden die Basis für eine astrologische Ausbildung. Dafür gibt es ein gemeinsames Curriculum sowie einen Lehrplan. Die Ausbildung umfasst die Vermittlung eines breiten astrologischen Wissens. Neben der Deutung von Horoskopen zählen dazu die Geschichte der Astrologie, die verschiedenen Schulen und Traditionen, astronomische Grundkenntnisse sowie verschiedene Prognosemethoden. Eine Ausbildungskommission, die die Arbeit der Zentren begleitet, koordiniert deren Aktivitäten und soll für die Sicherung der Standards sorgen.
Die Studierenden können die Ausbildung mit einer Verbandsprüfung abschließen. Damit wird festgestellt, ob hinreichendes astrologisches Wissen vorhanden ist, Horoskope richtig zu deuten und einen Klienten kompetent zu beraten. Die Prüfung berechtigt dazu, das Qualitätssiegel „DAV-geprüfter Astrologe“ bzw. „DAV-geprüfte Astrologin“ zu nutzen. Die Prüfung wird von der zentrumsunabhängigen Prüfungskommission abgenommen.
Die Zentren bieten zudem weiterführende Kurse in Spezialthemen der Astrologie an und wenden sich auch an Einsteiger. Dazu zählen Veranstaltungen zum „Tag der Astrologie“, dem Widder-Ingress am 20. oder 21. März.
Der Verband legt großen Wert auf Medienarbeit und ist den Leitmedien präsent, wie Der Spiegel, Die Zeit, Der Stern, Die Welt, ZDF-heute.de, zahlreiche ARD- und ZDF-Sendeplätze sowie in überregionalen und regionalen Zeitungen und Radio- und Fernsehstationen. Der Verband lobt die Medien für ihre „positive und faire Berichtserstattung“, die es ihm ermöglicht, seine „Sichtweise einer breiten Öffentlichkeit nahezubringen“.
Ein jährlicher Kongress Ende September / Anfang Oktober ist mit etwa 200 Teilnehmern die größte regelmäßige Astrologie-Veranstaltung im deutschsprachigen Raum. In jedem 2. Jahr wird im Rahmen des Kongresses der „Goldene Jupiter“ für besondere Verdienste um die Astrologie verliehen.